# Sugi Michisuke

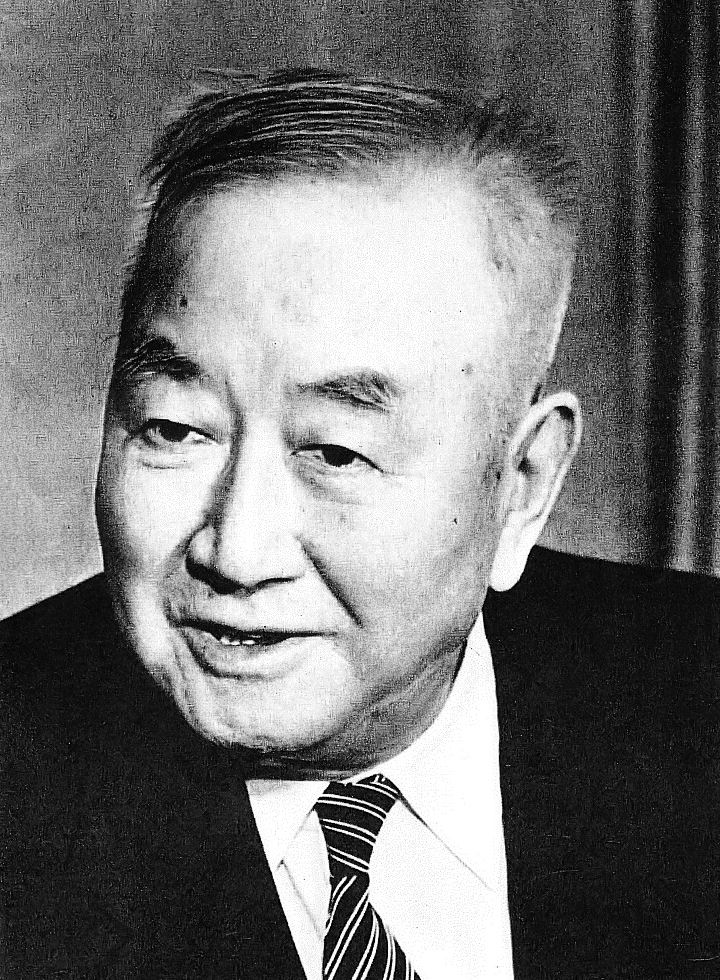
Sugi Michisuke

Sugi Michisuke (japanisch 杉 道助; geboren 20. Februar 1884 in Yamaguchi (Präfektur Yamaguchi); gestorben 14. Dezember 1964 in der Präfektur Osaka) war ein japanischer Unternehmer und Wirtschaftsorganisator.

## Leben und Wirken
Sugi Michisuke machte 1909 seinen Studienabschluss an der Keiō-Universität an der Wirtschaftsfakultät. Zunächst arbeitete er unter Kuhara  Fusanosuke (久原 房之助; 1869–1965) in dessen Unternehmen „Kuhara kōgyō-sho“ (久原鉱業所), dann als Manager und Geschäftsführer des Spinnerei-Unternehmens „Naniwa Bōseki“ (浪速紡績), der späteren „Yamatobō“ (大和紡). 1938 wurde er Präsident von „Yagi Shōten“ (八木商店), einem von seinem Schwiegervater gegründeten Baumwollgarngroßhändler. Später wurde er Präsident der „Vertriebsvereinigung  von Textilprodukten der Präfektur Osaka“ (大阪府繊維製品配給, Ōsakafu sen’i seihin haikyū).
Seit 1946 war Sugi Präsident der Industrie- und Handelskammer von Osaka (5 Amtszeiten, 14 Jahre), Vizepräsident der Japanischen Industrie- und Handelskammer und Vizepräsident der Wirtschaftsvereinigung  Keidanren (Japan Business Federation). Er war Präsident von New Japan Broadcasting (jetzt MBS Media Holdings), regte die Gründung der „Japan External Trade Organization“  – JETRO – an und fungierte als ihr erster Präsident. Während Hatoyama Ichirō Premierminister war, war Sugi auch in der politischen Welt aktiv, als Berater bei den japanisch-sowjetischen Verhandlungen und 1951 als erfolgreicher Leiter der japanisch-koreanischen Gespräche (日韓会談, Nikkan kaidan).
Sugi Michizukes Großvater Sugi Minji (杉 民治; 1828–1910), ein Samurai des Chōshū-Han, war der Vater des Freiheitskämpfers Yoshida Shōin (1830–1859).